# Thissío
Pour la station de métro, voir Thissío (métro d'Athènes).
Thissío (en grec moderne : Θησείο) est un quartier d’Athènes, en Grèce, situé au nord-ouest de l’Acropole. Il emprunte son nom au temple d’Héphaïstos ou Héphaïstéion également appelé Théséion, en grec moderne Thissío.

## Histoire
Le quartier reste jusqu'au XXe siècle à la limite du centre-ville d'Athènes. En 1778, la Muraille de Haseki traverse le quartier au niveau de la place Thissío. La ligne de chemin de fer reliant le Pirée à Thissío est inaugurée en février 1869, reliant pour la première fois Athènes et son principal débouché maritime.
Le développement urbain est toutefois rapide au début du XXe siècle, porté par l'essor industriel de la zone environnante. L'usine de chapeaux Poulópoulos (actuel Centre culturel Melina Mercouri (en)) ouvre en 1895-1896, ainsi que les installations pour l'éclairage public de Gázi, les abattoirs municipaux et des mégisseries à la même époque. L'aménagement de la rue Apostólou Pávlou en 1907 participe également du dynamisme de la région. Thissío devient un quartier ouvrier aux logements abordables. L'incendie de Smyrne en 1922, suivi de l'échange de populations consécutif au traité de Lausanne l'année suivante, entraîne l'afflux de réfugiés d'Anatolie qui s'entassent dans des habitations précaires, principalement autour de la place Thissío et dans le quartier voisin de Vrysáki. La destruction de ce dernier pour permettre les fouilles de l'agora, dès les années 1930, provoque à l'est une nouvelle coupure urbaine pour Thissío, plus de soixante ans après la mise en service de la voie ferrée à l'ouest et au nord.

## Bâtiments remarquables
Outre l'Héphaïstéion, au nord-ouest de l'agora d'Athènes, le quartier de Thissío inclut l'église byzantine des Saints-Asomates et l'église Sainte-Marine, les synagogues Beth Shalom et Etz Chaim, les musées d'art Iraklidón (en) et Álex Myloná.